# 25 Warszawski Dywizjon Artylerii Ciężkiej
25 Warszawski Dywizjon Artylerii Ciężkiej (25 dac) – pododdział artylerii ciężkiej Wojska Polskiego.
Dywizjon został sformowany we wrześniu 1945 roku, w Kostrzynie, na bazie 3 dywizjonu artylerii ciężkiej armat 1 Warszawskiej Brygady Artylerii Ciężkiej. Jednostka została zorganizowana według etatu Nr 4/11 samodzielnego dywizjonu ciężkich armat na stopie "P" z 8 września 1945 roku. Stan etatowy dywizjonu liczył 339 wojskowych, w tym 46 oficerów i 90 podoficerów oraz 5 pracowników kontraktowych. Podstawowym uzbrojeniem dywizjonu było dwanaście 122 mm armat wz. 1931/1937 (A-19). W październiku 1945 roku dyon został dyslokowany do pokojowego garnizonu Lublin (Lubelski Okręg Wojskowy). W lutym 1946 roku jednostka została przeformowana na etat Nr 4/22 samodzielnego dywizjonu artylerii ciężkiej armat z 23 stycznia 1946 roku. W marcu 1947 roku 24 dac został po raz drugi przeformowany na nowy etat Nr 4/32 samodzielnego dywizjonu artylerii ciężkiej z 27 lutego 1947 roku. Stan etatowy w stosunku do etatu Nr 4/11 został zredukowany o 40%. Zgodnie z nowym etatem w dywizjonie miało pełnić służbę 204 żołnierzy, w tym 25 oficerów i 70 podoficerów oraz 3 pracowników kantraktowych. Zlikwidowanie trzeciej baterii spowodowało zmniejszenie liczby armat z dwunastu do ośmiu. W czerwcu 1949 roku jednostka została dyslokowana do garnizonu Węgorzewo, gdzie została włączona w skład 15 Warszawskiej Brygady Artylerii Ciężkiej i przeformowana na etat Nr 4/45 dywizjonu artylerii ciężkiej z 28 maja 1949 roku. Wiosną 1951 roku 15 BAC została przeformowana na etat Nr 4/63 brygady artylerii ciężkiej i włączona w skład 8 Dywizji Artylerii Przełamania. W ramach tej reorganizacji dywizjon utracił swój numer i etat.